# Storebro Bruks
Storebro Bruks AB – firma zajmująca się produkcją jachtów. Fabryka i sklep znajdują się w małej tysięcznej wsi w Szwecji – Storebro.
Firma powstała na początku lat 60. Jej ówczesnym dyrektorem był Klas Pettersson, który dzisiaj pełni w firmie rolę produkcyjną. Dzisiejszym dyrektorem jest Johan Olefors.

## Rodzaje produkowanych jachtów
- Storebro 410 Commander
- Storebro 475 Commander
- Storebro 465 Biscay
- Storebro 90 E